# 琦拉·莎拉克
琦拉·莎拉克（英語：Kira Salak，1971年9月4日—）是美國作家、冒險家、新聞工作者，以曾致馬利與巴布亞紐幾內亞聞名。她著有兩本散文書與一本根據她的經歷創作的小說。她並是國家地理雜誌的特約編輯。